# Cinéma italien

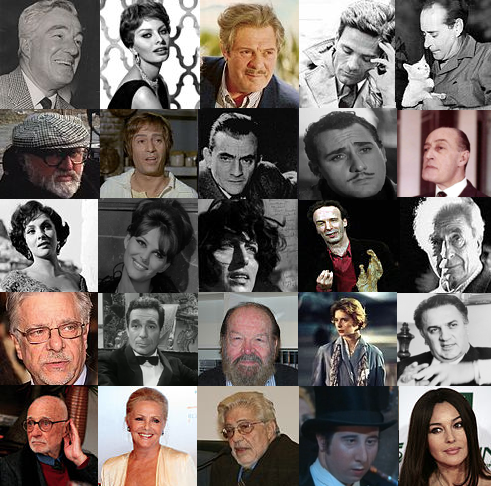
Acteurs et réalisateurs vedettes du cinéma italien : Vittorio De Sica, Sofia Loren, Marcello Mastroianni, Pier Paolo Pasolini, Roberto Rossellini, Sergio Leone, Nino Manfredi, Luchino Visconti, Alberto Sordi, Totò, Gina Lollobrigida, Claudia Cardinale, Anna Magnani, Roberto Benigni, Michelangelo Antonioni, Giancarlo Giannini, Ugo Tognazzi, Bud Spencer (Carlo Pederzoli), Isabella Rossellini, Federico Fellini, Mario Monicelli, Virna Lisi, Ettore Scola, Alvaro Vitali, Monica Bellucci.

Le cinéma italien, qui est le cinéma produit ou réalisé en Italie, est l'un des principaux cinémas nationaux de l'histoire du cinéma.
L’histoire du cinéma italien a commencé quelques mois après que les frères Lumière eurent présenté au public leur appareil original, le Cinématographe, le 28 décembre 1895 à Paris : ce sont eux qui l'introduisent en Italie au cours de l'année 1896. À la fin de l'après-guerre, le cinéma italien était l'un des cinémas nationaux les plus influents et reconnus au niveau mondial, avec des mouvements très forts comme celui du néoréalisme.
Le cinéma italien se déploie dans de nombreux sous-genres, dont le fameux western spaghetti ou le giallo. Souvent méprisé par la critique, le cinéma de genre italien a pourtant donné de véritables œuvres d'art et inspiré le reste du cinéma mondial.
D'un point de vue technique, le cinéma italien se caractérise par la généralisation dès l'après-guerre de la post-synchronisation, technique de doublage consistant à réenregistrer en studio a posteriori les dialogues d'un film. Ceci facilitera l'emploi de grandes vedettes étrangères dans les films italiens, en faisant substituer par des acteurs italiens la voix d'acteurs s'étant exprimés dans des langues différentes lors du tournage.
De très nombreuses coproductions franco-italiennes font que le cinéma italien croise souvent le chemin du cinéma français. Dans les années 2000 et 2010, c'est toujours un cinéma très actif et primé.

## Histoire du cinéma italien

### Les pionniers
La technique de la projection de « vues photographiques animées » (c'est ainsi que Louis Lumière nomme ses bobineaux de pellicule impressionnés) est introduite en Italie par les Frères Lumière au cours de l'année 1896. En mars, leurs premières projections sont organisées à Rome et à Milan, en avril à Naples, en juin à Livourne, en août à Bergame, Ravenne et Bologne, en octobre à Ancône et Pérouse, en décembre à Turin, Pescara et Reggio de Calabre.
Les premiers films italiens sont documentaires et ne durent que quelques secondes. Ils immortalisent au moyen d'une caméra à manivelle des faits et personnages de leur temps : rois, empereurs et papes.

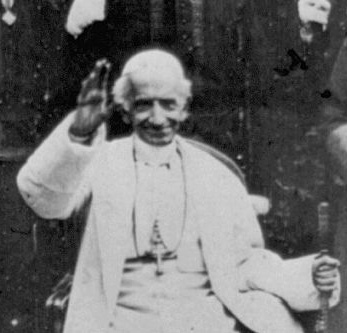
Le pape Léon XIII.

Parmi les premiers cinéastes, on peut citer Vittorio Calcina, Rodolfo Kanzler, Italo Pacchioni (it), Roberto Omegna, Giuseppe Filippi (it), Luigi Sciutto (it) et Giovanni Vitrotti.
Les premiers films datent de 1896. Cette année, Vittorio Calcina réalise pour le compte des frères Lumière un film, aujourd'hui perdu, sur le roi Humbert Ier et la reine Marguerite de Savoie se promenant dans le parc à Monza,. Le premier film parvenu jusqu'à nous concerne le pape Léon XIII qui se recueille dans les jardins du Vatican et se retourne vers la caméra pour donner sa bénédiction ; il dure deux minutes et a été tourné en 1896 par Vittorio Calcina.
Le 28 janvier 1897, les princes Victor-Emmanuel et Hélène de Monténégro assistent à une projection organisée par Calcina, dans une salle du palais Pitti à Florence. Ceux-ci ont à leur tour été filmés pendant une cérémonie officielle par Alberini lors de la visite du baptistère de Saint-Jean à Florence. Ils ont aussi été filmés lors de leur mariage par le Français Charles Moisson pour le compte des frères Lumière, le 24 octobre 1896,.

### Début de l'industrie du cinéma
Jusqu'aux premières années du XXe siècle, le cinéma en Italie est considéré comme une curiosité présentée dans des spectacles ambulants. L’industrie du cinéma italien naît entre 1903 et 1909 avec la création de sociétés de production dans les villes importantes : l'Ambrosio Film, l'Aquila Films et l'Itala Film à Turin, la Cines à Rome, Milano Films à Milan, Partenope Film (it) et Dora Film à Naples. En même temps apparaît un réseau de salles dans les centres urbains. La plus ancienne salle de cinéma ouvre à Pise en 1905, le « cinéma lumière », dans les locaux du Palazzo Agostini. Elle restera ouverte jusqu'au 13 février 2011.
Un sous-genre apprécié du public de l'époque est le film à sujet, historique ou non. Le premier sort en 1905 : La Prise de Rome (20 septembre 1870) (La Presa di Roma), réalisé Filoteo Alberini. Pendant une longue période du cinéma muet, ces films côtoient les documentaires, jusqu'à les remplacer presque complètement au début de la Première Guerre mondiale.
Une expérience de film parlant est conduite par Pietro Pierini (it) avec une projection le 19 octobre 1906 au cinéma Lumière de Pise. Sa société, Fabbrica Pisana di Pellicole Parlate, produit quelques courts métrages synchronisés de chansons et d'airs d'opéra, avant de fermer en 1919.

### L'âge d'or

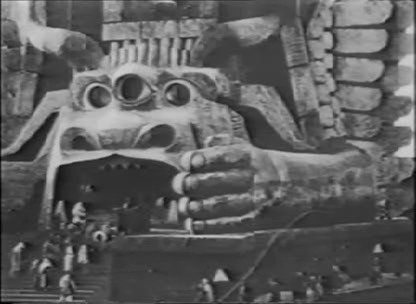
Cabiria de Giovanni Pastrone (1914), le temple de Moloch

Entre 1910 et 1918, les premières compagnies atteignent une production de qualité et le cinéma italien commence à se vendre hors d’Italie.
Le genre du film à grand spectacle, qualifié de kolossal, apparaît. Mario Caserini produit en 1913 un Les Derniers Jours de Pompéi, qui est déjà un remake, de celui de Luigi Maggi et Arturo Ambrosio. La même année, Guazzoni réalise un Marc-Antoine et Cléopâtre très apprécié. Et l’année suivante, Giovanni Pastrone crée l’immense Cabiria.
L'Italie est la première à porter un mouvement d'avant-garde, avec le futurisme. Le « Manifeste de la cinématographie futuriste », succédant à quelques expériences antérieures, est signé en 1916 entre autres par Filippo Marinetti, Arnaldo Ginna et Giacomo Balla. Le cinéma se prête à tous les « caprices merveilleux » des futuristes, en particulier grâce au montage et aux effets spéciaux. Plusieurs œuvres de ce mouvement ont été perdues. Une des plus significatives est Thaïs d'Anton Giulio Bragaglia en 1917.
C'est aussi l'époque du « film de diva », avec des actrices comme Francesca Bertini, Lyda Borelli, Leda Gys et Italia Almirante Manzini spécialisées dans les passions tragiques. Ce furent les premières « stars » de cinéma et aussi les premières actrices à être filmées partiellement nues.
D’autres genres abordaient des thèmes sociaux. En 1916, le film Cenere (Braises) adapté du livre de Grazia Deledda était interprété par l’actrice de théâtre Eleonora Duse.
Enfin, à l'occasion de la Première Guerre mondiale, le film de propagande fait son apparition. Un héros, mythologique ou non, s'y immerge dans des aventures belliqueuses et s'y distingue par des actes courageux.

### La grande crise et l'introduction du son
Après la fin de la Grande Guerre, le cinéma italien traverse une très forte période de crise, essentiellement due à la prolifération de petites maisons de production qui faisaient faillite après quelques films. Cela se manifeste par l'arrêt du développement de la technique, et la perte des marchés extérieurs. Artistiquement, le cinéma est encore dominé par la parole plutôt que par l'image.

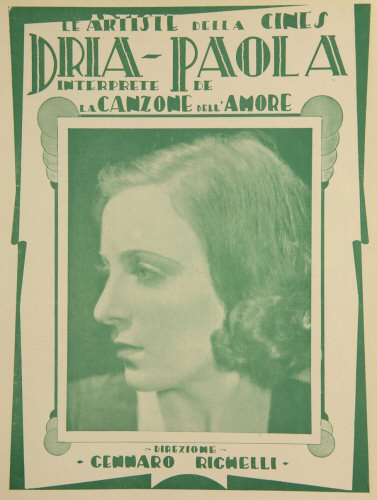
L'affiche de La canzone dell'amore de Gennaro Righelli (1930)

Les drames passionnels résistent encore. Ils se limitent à reprendre des textes littéraires et des pièces de théâtre classiques. Ils sont dirigés par des spécialistes comme Roberto Roberti (le futur père de Sergio Leone). Giulio Antamoro continue à produire des kolossal à thème religieux. Un autre filon qui tient bon est celui du film napolitain, inspiré des représentations populaires (sceneggiate), des chansons, de romans sentimentaux, ou de faits tragiques survenus à Naples.
Les fascistes arrivent au pouvoir entre 1922 et 1925. Ils tentent de relancer une industrie cinématographique en déclin et fondent en 1924 l'Istituto Luce, un institut de diffusion de films à fins éducatives et surtout de propagande. En 1927, le ciné-journal Giornale Luce (it) doit obligatoirement être diffusé dans tous les cinémas d'Italie avant le film.
Il faut attendre la fin des années 1920 pour voir retrouver quelques films novateurs. Deux futurs représentants de l'ère des « téléphones blancs » font leurs débuts : Alessandro Blasetti, avec Sole (1928), et Mario Camerini, avec Rails (Rotaie, 1929).
En 1930 sort le premier film parlant italien : La canzone dell'amore de Gennaro Righelli et interprété par Dria Paola, Elio Steiner et Isa Pola, qui deviennent par la même occasion les premières « divas » du cinéma parlant italien. Ce film obtient un grand succès et marque le début de la renaissance du cinéma italien.
Ainsi que cela s'est produit à Hollywood, avec le passage au parlant, la plus grande partie des acteurs et des actrices italiens ne trouve plus de rôles dans les nouveaux films. Certains d'entre eux, comme Emilio Ghione et Mario Bonnard, se recyclent comme réalisateurs ou producteurs. Ce mouvement laisse la place à de nombreux nouveaux interprètes.

### Cinecittà

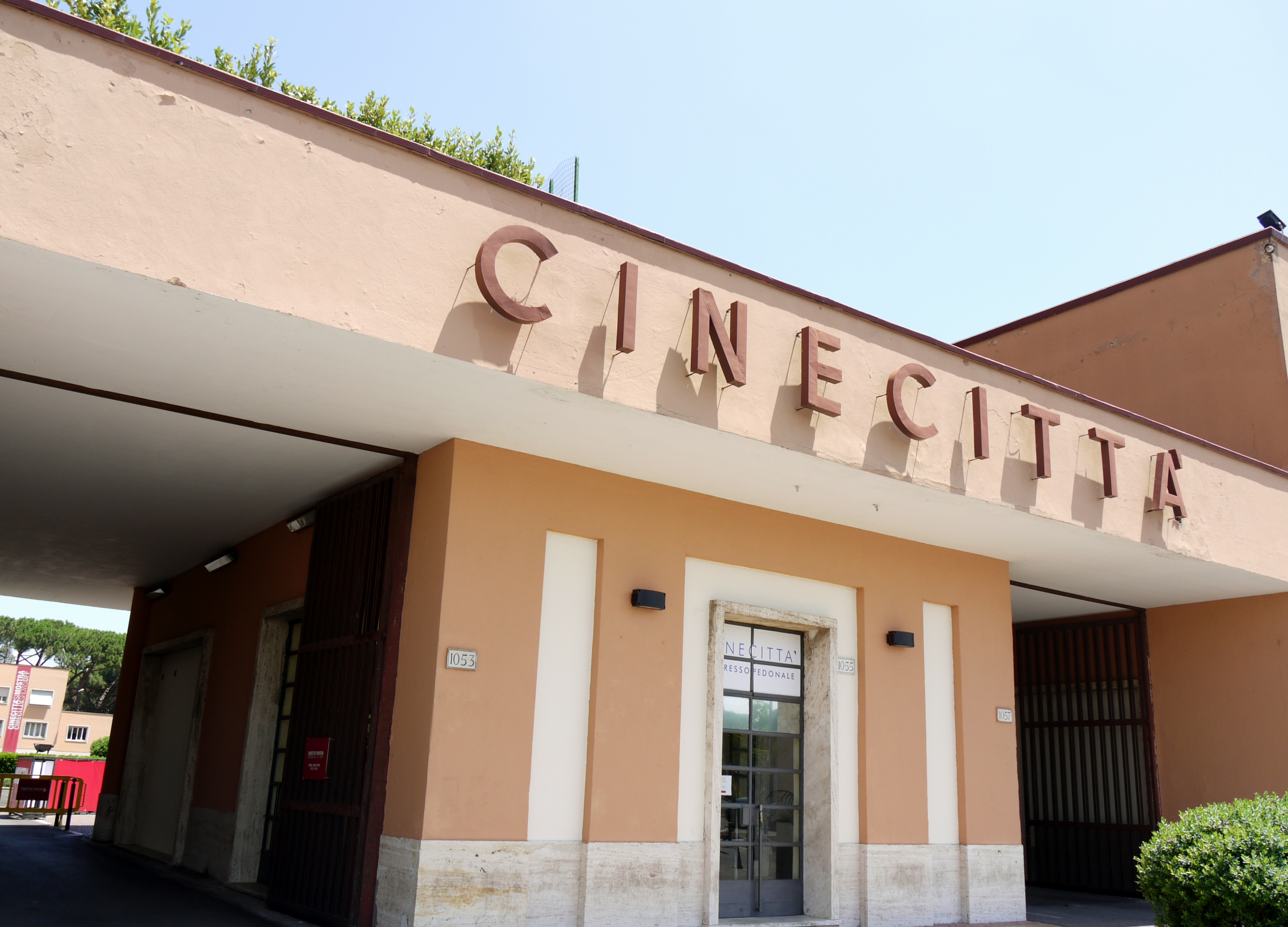
Entrée de Cinecittà

À la même époque, le Fascisme crée le Ministère de la Culture populaire. Après un incendie survenu en 1935 dans les studios de l'ancienne société Cines, il est suggéré la création d'une structure importante pour relancer le cinéma.
Cette création est pleinement approuvée par Mussolini, qui avait affirmé dès sa prise de pouvoir en 1922 que « le cinéma est l'arme la plus forte ». Un emplacement est trouvé au sud-est de Rome et, après deux ans de travaux, le 21 avril 1937, Cinecittà est inaugurée.
Cette « cité du cinéma » est conçue à la manière d'Hollywood pour fournir tout ce qui peut être nécessaire au tournage d’un film : théâtres, services techniques et même une école de cinéma, le Centro sperimentale di cinematografia, une véritable pépinière pour les futurs acteurs, réalisateurs et scénaristes. De nos jours encore, de nombreux films sont encore tournés à Cinecittà.

### La période fasciste

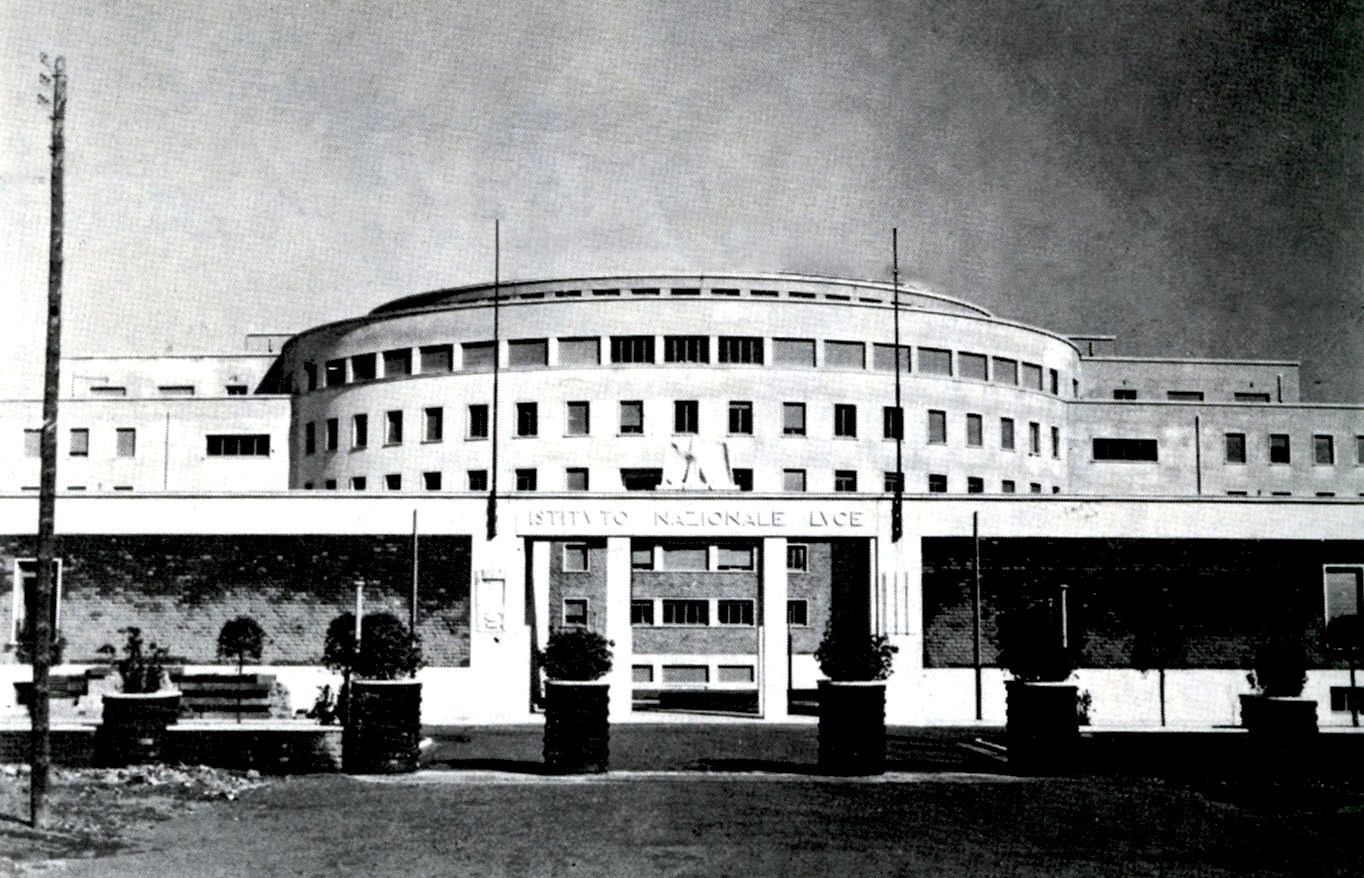
Les bâtiments de l'istituto Luce, fondé dans le cadre de la politique de soutien au cinéma du régime fasciste.

En 1939, une loi interdisant en grande partie l'importation des films étrangers, et en particulier américains, entre en vigueur. Dans ce marché protégé, se développent les films tirés d'œuvres littéraires, les films historiques, les comédies des téléphones blancs et les films de propagande fasciste.

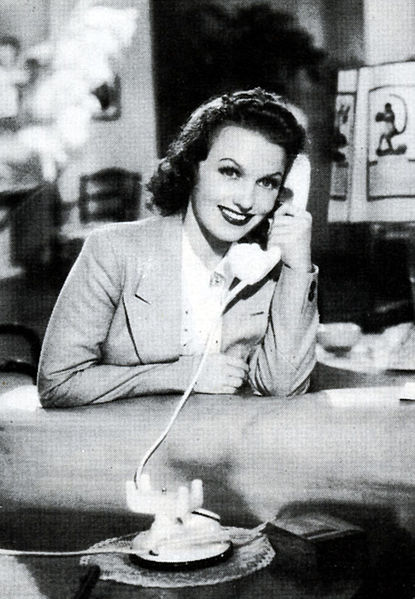
Assia Noris dans La casa del peccato

La période des téléphones blancs est relativement brève. Ce genre se caractérise invariablement (un véritable tic) par la présence de téléphones blancs dans les scènes représentées. Ils sont les signes d'une élite bien portante, au-dessus de la masse qui utilise alors majoritairement des téléphones noirs. La critique récente appelle aussi ce style commedia all'ungherese (« comédie à la hongroise »), car l'action est souvent située en Hongrie pour contourner la censure et pouvoir parler de divorce et d'adultère, choses impensables en Italie à l'époque. Ces films contribuent à lancer certains acteurs qui deviendront célèbres plus tard, comme Vittorio De Sica ou Alida Valli.

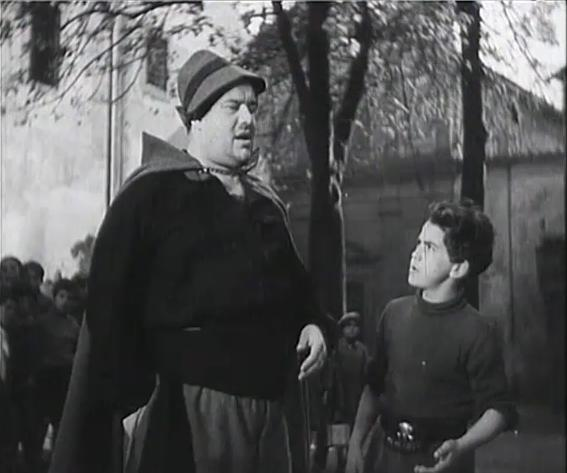
Vecchia guardia (1934) de Alessandro Blasetti, archétype du film de propagande fasciste

Le calligraphisme est une tendance de certains films italiens des années 1940, caractérisés par la complexité expressive et les nombreuses références picturales, littéraires et cinématographiques. Ils n'ont aucune vocation réaliste ou sociale, seuls comptent le soin formel et la richesse des références. Le représentant le plus connu de cette tendance est Mario Soldati, dont les films mettent au centre de l'intrigue des personnages féminins dotés d'une force dramatique et psychologique étrangère au cinéma des téléphones blancs.
Dans les films de propagande fasciste, on exalte le régime fasciste, ses politiques, ses idéaux et ses valeurs. Les personnages de ces films proviennent quasiment toujours du peuple, se distinguent par des actes d'héroïsme, et sont unis par un sens aigu de l'honneur et de la patrie. Dans certains on exalte les actions de l'armée, dans d'autres on ridiculise les adversaires du régime. On exalte le triomphe de la Seconde guerre italo-éthiopienne, comme dans Luciano Serra, pilote ou L'Apôtre du désert, parfois en mettant en scène des enfants (Les Robinsons de la mer).

### Le néoréalisme

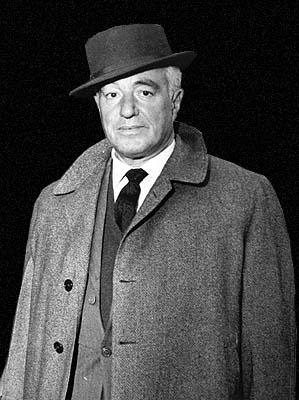
Vittorio De Sica

Dans les dernières années de la Seconde Guerre mondiale, l'Italie connaît les conflits sur son territoire et les destructions. C'est dans ce contexte que se développe le néoréalisme, un mouvement artistique et culturel qui touche toutes les formes d'art, et en particulier le cinéma.
Le cinéma néoréaliste représente la situation réelle du pays, la trame des films tournant souvent autour des vicissitudes des familles pauvres. Les acteurs sont fréquemment non professionnels, et connaissent donc ce quotidien qu'ils jouent. Une attention particulière est portée à la langue, avec un recours fréquent aux dialectes régionaux. Pour ce qui est de l'image, les réalisateurs se proposent de ne pas truquer la réalité : ils renoncent à l'illumination artificielle et aux prises de vue en studio. Comme Cinecittà était occupée par des réfugiés, les films furent souvent tournés à l’extérieur sur les routes dévastées du pays vaincu, ou à la maison de parents et d'amis.
Quatre Pas dans les nuages (Quattro passi tra le nuvole) d'Alessandro Blasetti en 1942 est l’histoire d’un humble employé. Pour beaucoup, il est considéré comme le premier film néoréaliste.
La « trilogie de la guerre » de Roberto Rossellini (Rome, ville ouverte, Païsa et Allemagne année zéro), entre 1945 et 1948, décrit la fin du fascisme et les gens dans la guerre.
La poésie et la cruauté de la vie sont harmonieusement combinées dans les films que Vittorio De Sica scénarise et réalise avec le scénariste Cesare Zavattini : parmi ceux-là, Sciuscià en 1946, Ladri di Biciclette (Le Voleur de bicyclette) en 1948, Miracolo a Milano (Miracle à Milan) en 1951 et Umberto D. en 1952.
On peut aussi citer Luchino Visconti, Giuseppe De Santis et Pietro Germi. Federico Fellini se forme auprès de l'école néoréaliste mais en même temps est à la recherche d'une dimension esthétique qui lui permette de la dépasser. L'époque néoréaliste est aussi celle où l'on voit exploser des talents d'acteur comme celui d'Anna Magnani.

### Le cinéma d'auteurs des années 1950 à 1970

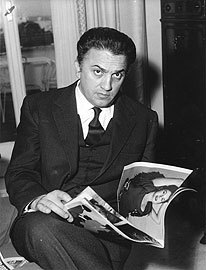
Federico Fellini

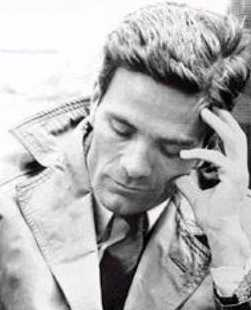
Pier Paolo Pasolini

À partir du milieu des années 1950, le cinéma italien commence à s'émanciper du néoréalisme et affronte les thèmes de la vie d'un point de vue plus introspectif que descriptif. C'est un cinéma d'auteurs, marqué par le style personnel des réalisateurs.
Michelangelo Antonioni, avec des films comme Femmes entre elles (Le amiche), Le Cri (Il grido) et la tétralogie L'avventura, La Nuit (La notte), L'Éclipse (L'eclisse) et Le Désert rouge (Deserto rosso), crée un cinéma existentiel, introspectif, et porte son attention à la psychologie des personnages plutôt qu'aux évènements. Sa célébrité et sa reconnaissance internationale seront consolidées par des œuvres comme Blow-Up et Profession : reporter.
Federico Fellini, avec des chefs-d'œuvre comme Les Vitelloni, La strada, Les Nuits de Cabiria et La dolce vita, s'impose comme un des points de référence du cinéma italien. Son style inimitable est mis en valeur par le partenariat réussi avec le compositeur Nino Rota, dont les musiques entreront dans l'imaginaire collectif. Certaines scènes de ses films deviendront le symbole d'une époque entière, comme la fameuse scène où Anita Ekberg, dans La dolce vita, se baigne dans la fontaine de Trevi. À partir des années 1960, il commence à expérimenter et à jouer avec l'onirisme, avec Satyricon, Amarcord, Le Casanova de Fellini et La Cité des femmes.
Luchino Visconti, le grand esthète, continue à offrir au cinéma italien d'autres créations inoubliables et prestigieuses : Senso, Rocco et ses frères, Le Guépard, Les Damnés, Mort à Venise et Ludwig : Le Crépuscule des dieux.
Franco Zeffirelli est un élève de Visconti. Parmi ses œuvres les plus remarquées, il y a les transpositions de William Shakespeare: La Mégère apprivoisée et Roméo et Juliette.
Pier Paolo Pasolini est un autre grand nom du cinéma italien. Réalisateur, acteur, poète et écrivain, il s'oppose dans ses œuvres à la morale de l'époque. Personnage de rupture, jusqu'à son assassinat en 1975, il ne cesse de combattre sur tous les fronts (littéraire, cinématographique et politique) pour proposer ses propres valeurs contraires au conformisme et au consumérisme de la société italienne. Ses premiers films sont Accattone et Mamma Roma, avec Anna Magnani dans le rôle d'une prostituée. Suivent L'Évangile selon saint Matthieu, Des oiseaux, petits et gros, Œdipe roi, Théorème, Porcherie et Médée. La « trilogie de la vie (Le Décaméron, Les Contes de Canterbury et Les Mille et Une Nuits) aurait dû être suivie d'une « trilogie de la mort » commencée avec le dérangeant Salò ou les 120 Journées de Sodome.

### Le néoréalisme rose

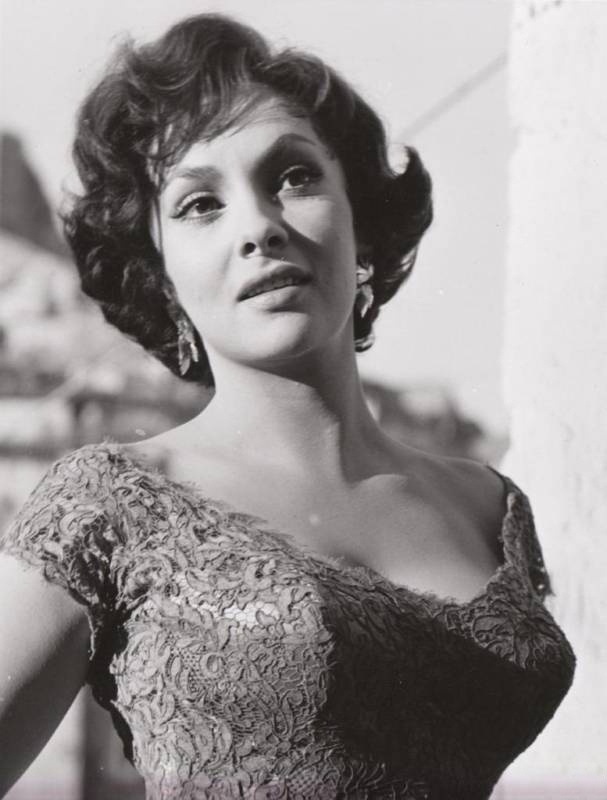
Gina Lollobrigida

Le néoréalisme prend fin avec Umberto D. de Vittorio de Sica. Le genre des films qui suivent, avec des atmosphères plus légères, peut-être plus cohérentes avec les conditions générales de vie plus satisfaisantes, a été appelé « néoréalisme rose ».
L'exemple le plus célèbre du néoréalisme rose est sans doute Pain, Amour et Fantaisie de Luigi Comencini.
Ce filon utilise des actrices aux formes épanouies, nommées maggiorata, qui deviennent de vraies célébrités : Sophia Loren, Gina Lollobrigida, Silvana Pampanini, Lucia Bosè, Eleonora Rossi Drago, Silvana Mangano, Claudia Cardinale et Stefania Sandrelli peuplent l’imagination des Italiens juste avant le « boom des années 1960 ».

### La comédie à l'italienne

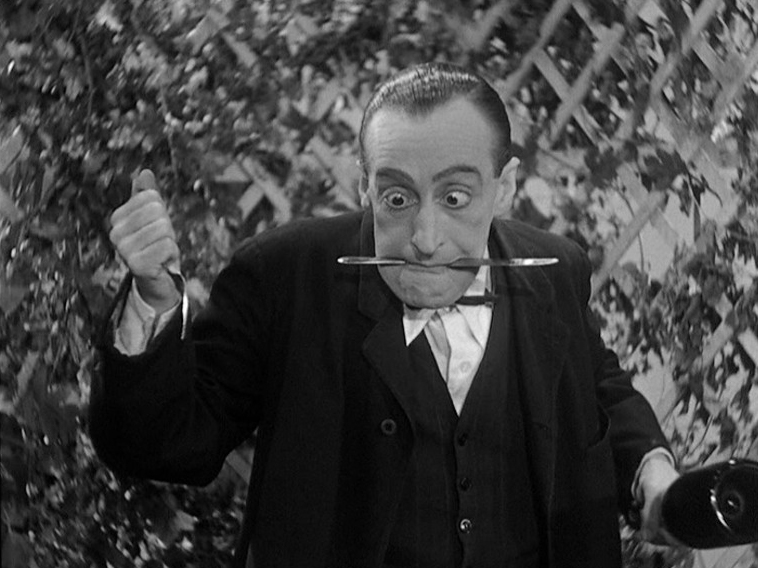
Antonio De Curtis, dit Totò, dans Fermo con le mani ! en 1937

Bientôt, le néoréalisme rose est remplacé par la comédie à l'italienne (commedia all'italiana), un genre qui par le rire évoque de façon détournée, mais de manière profonde, les thèmes sociaux, politiques et culturels de l'Italie. Ce nom se réfère à un film de Pietro Germi, Divorce à l'italienne, de 1961. Ces films décrivent les années de la reprise économique et enquêtent sur les coutumes des Italiens, une sorte de recherche auto-ethnologique.
L'humour n'a pas attendu cette période pour se manifester dans le cinéma italien. Totò, un acteur napolitain reconnu comme le plus grand comique italien, constitue un véritable phénomène qui a commencé dès 1937. Dans ses films, souvent avec Peppino De Filippo et presque toujours avec Mario Castellani, il s’exprime aussi bien avec ses manières de guitto (cabotin) que dans l’art du grand acteur dramatique qu’il est également. Son visage mobile unique, ses expressions et mimiques personnelles, et ses gestes créent un personnage inimitable. C’est une machine à films, avec presque cent titres, dans un répertoire fréquemment répétitif mais jamais ennuyeux.
On considère généralement que la « comédie à l’italienne » débute avec Le Pigeon (I soliti ignoti) de Mario Monicelli en 1958. Il est suivi par Ettore Scola, Pietro Germi, Luigi Comencini et Dino Risi. Les acteurs Marcello Mastroianni, Vittorio Gassman, Ugo Tognazzi, Alberto Sordi, Claudia Cardinale, Monica Vitti et Nino Manfredi figurent parmi les stars des comédies à l'italienne.

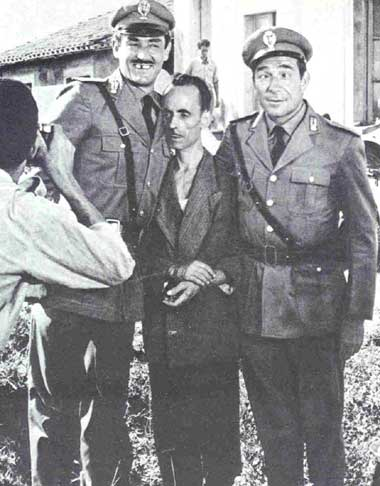
Les Monstres de Dino Risi avec Vittorio Gassmann et Ugo Tognazzi

Pietro Germi, dans Divorce à l'italienne, expose la méthode pratique pour se séparer de sa femme qui consiste à la tuer en montant de toutes pièces un « crime d'honneur », faiblement puni. On peut aussi citer Ces messieurs dames de 1966, une autre comédie de mœurs acide.
En 1961, Dino Risi réalise Le Fanfaron (Il sorpasso), qui mélange le comique d'un personnage et le sérieux d'un sujet tragique. Il réalise également Une vie difficile, Les Monstres et Au nom du peuple italien.
Les films de Mario Monicelli comprennent La Grande Guerre, les Camarades, L'Armée Brancaleone, Nous voulons les colonels, Romances et confidences et Mes chers amis.
On retrouve Luigi Comencini avec Don Camillo en Russie en 1965, L'Argent de la vieille (Lo scopone scientifico) en 1971 ou Le Grand Embouteillage en 1978.
Ettore Scola filme la perte des illusions dans Nous nous sommes tant aimés en 1974 et le grotesque dans Affreux, sales et méchants. Il participe avec Dino Risi et Mario Monicelli aux Nouveaux Monstres. Son film La Terrasse de 1980 est considéré comme le dernier film du genre de la comédie à l'italienne.
L'humour ne s'éteindra pas dans le cinéma italien après cela. On peut citer par exemple les films de Roberto Benigni ou de Carlo Verdone, autour des années 1990.

### Le cinéma social et politique

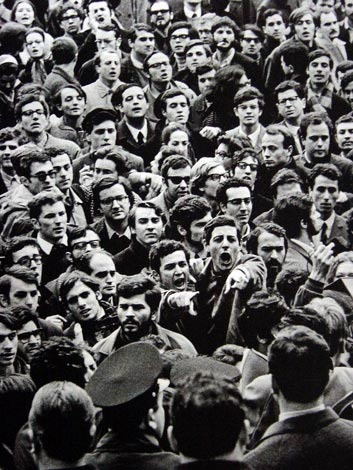
Manifestation d'étudiants à Rome en février 1968

Les mouvements sociaux de 1968 en Italie, impliquant des étudiants, des ouvriers et une partie de la société civile, et le militantisme de la décennie qui suit, influencent aussi le cinéma. À côté de la comédie, qui se permet souvent la satire sociale, se développe un genre impliqué socialement et politiquement de façon plus directe.
Dans ce contexte, de nouveaux réalisateurs continuent et amplifient l'œuvre commencée bien avant par Francesco Rosi, par exemple Salvatore Giuliano de 1961, qui raconte l'histoire du célèbre bandit sicilien, et Main basse sur la ville de 1963, qui dénonce la spéculation immobilière.
Parmi les films les plus importants de ce genre, figurent Enquête sur un citoyen au-dessus de tout soupçon (1970) et La classe ouvrière va au paradis (1971) d'Elio Petri, avec Gian Maria Volontè qui devient un symbole du cinéma engagé. Damiano Damiani transpose dans La Mafia fait la loi de 1967 avec Franco Nero et Claudia Cardinale le roman Le Jour de la chouette de Leonardo Sciascia.
Le sommet du film de dénonciation est sans doute L'Affaire Mattei de 1972, une enquête dans laquelle Francesco Rosi cherche à faire la lumière sur la mort mystérieuse de Enrico Mattei, député et patron du groupe pétrolier d'État, l'ENI, Palme d'or à Cannes.
Le film politique italien ne se limite pas à la réalité italienne. La Bataille d'Alger de Gillo Pontecorvo de 1966 est une reconstruction des évènements civils et militaires qui permettront à l'Algérie de s'affranchir du colonialisme français. Ce film, Lion d'or à Venise, est devenu avec le temps un des films italiens les plus connus au monde.
Le film politique fera son retour dans les années 2000 pour dénoncer l'Italie de Silvio Berlusconi avec Viva Zapatero! de Sabina Guzzanti, Le Caïman de Nanni Moretti ou Videocracy - Basta apparire d'Erik Gandini (it).

### La crise des années 1980

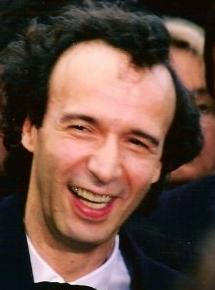
Roberto Benigni

Au cours des années 1980, le cinéma italien traverse une grave crise, qui touche aussi d'autres pays de tradition cinématographique comme le Japon ou la France. En sont victimes la comédie à l'italienne, les différents cinémas de genre et le cinéma d'auteur. Le niveau des films destinés à un public populaire baisse jusqu'à la série B. Les causes sont à chercher d'une part dans la diffusion de la télévision dans les foyers italiens, et son aspect de plus en plus commercial, et d'autre part dans l'invasion des films hollywoodiens au budget de plus en plus gros et qui monopolisent les salles italiennes et internationales.
On remarque cependant les derniers films de Federico Fellini : Et vogue le navire..., Ginger et Fred, Intervista et La voce della luna. Ettore Scola réalise La Nuit de Varennes, Le Bal et La Famille. On n'oublie pas non plus les vastes fresques de Bernardo Bertolucci, Le Dernier Empereur, ni de Sergio Leone, Il était une fois en Amérique, qui sont des grandes coproductions internationales.
Nanni Moretti se fait remarquer en 1978 avec Ecce Bombo, et réalise ensuite Bianca et La messe est finie. Ermanno Olmi obtient en 1978 la Palme d'or à Cannes avec L'Arbre aux sabots. Giuseppe Tornatore est une des autres révélations de la décennie, avec Le Maître de la camorra de 1986.
Sur le front de la comédie, on peut citer Non ci resta che piangere de Massimo Troisi et Roberto Benigni, un grand succès au box office, ou Le Petit Diable de Roberto Benigni, ainsi que les celles de Carlo Verdone comme Un sacco bello.

### Le renouveau du cinéma italien depuis les années 1990

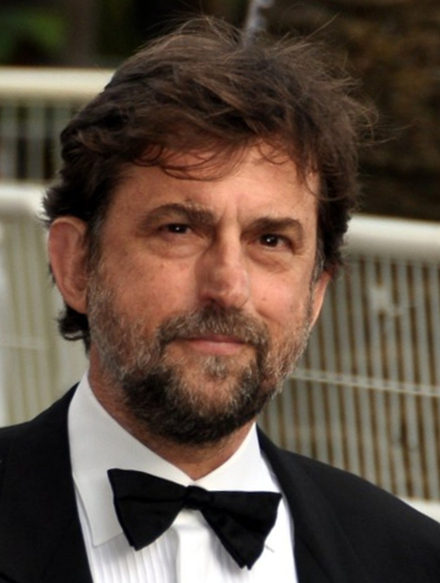
Nanni Moretti

La crise économique et créative des années 1980 s'atténue dans la décennie suivante, même si les différents films de genre, désormais sans public et incapables de lutter avec le cinéma américain, ont dans l'ensemble disparu.
Un certain nombre de réalisateurs contribuent à ramener le cinéma italien à un niveau élevé. Cette renaissance est symbolisée par Cinema Paradiso (Nuovo cinema Paradiso), le film avec lequel Giuseppe Tornatore remporte l'Oscar du meilleur film étranger en 1990. Cette récompense est décernée, deux ans plus tard, à un autre film italien, Mediterraneo de Gabriele Salvatores, une histoire ironique et amère sur un groupe de soldats italiens perdus sur une île grecque durant la Seconde Guerre mondiale.
Le cinéma d'auteur des années 1990 est surtout lié à Nanni Moretti, qui obtient le prix de la mise en scène à Cannes en 1994 avec Journal intime.
Un autre réalisateur représentatif de ce nouveau cinéma d'auteur est Gianni Amelio qui cherche à prolonger le néoréalisme en le renouvelant avec des histoires contemporaines liées aux changements de la société italienne : Les Enfants volés ou Lamerica.
La comédie réussit aussi à retrouver tout son éclat. Massimo Troisi et Roberto Benigni sont deux acteurs de leurs propres films. Benigni, après Johnny Stecchino et Le Monstre, fait un triomphe international avec La vie est belle, comédie aigre-douce sur les camps de concentration nazis. On remarque Leonardo Pieraccioni, qui se réclame ouvertement de Mario Monicelli, et Paolo Virzì, auteur des très appréciés Ferie d'agosto et Ovosodo.
On peut aussi citer Mario Martone, Francesca Archibugi, le fils de Dino Risi, Marco, le fils de Ugo Tognazzi, Ricky, Michele Placido, Mimmo Calopresti, les deux filles de Luigi Comencini, Francesca et Cristina, Claudio Fragasso et Roberto Faenza.
Dans les années 2000, le cinéma italien se penche sur la période des Années de plomb, marquée par le terrorisme rouge et noir, et l'explore d'une manière aussi originale qu'émouvante dans des films comme Buongiorno, notte de Marco Bellocchio, Nos meilleures années de Marco Tullio Giordana ou encore La prima linea de Renato De Maria. Les Années de plomb servent également de toile de fond au film de Michele Placido Romanzo criminale, qui deviendra par la suite une série pour la télévision italienne.
Aujourd'hui, les principaux réalisateurs italiens sont Marco Bellocchio (Vincere), Nanni Moretti (La Chambre du fils), Matteo Garrone (Gomorra), Paolo Sorrentino (La grande bellezza) et Luca Guadagnino (Call Me by Your Name).
En 2023, les films italiens ont remporté 14 Oscars du meilleur film en langue étrangère (le plus grand nombre de tous les pays au monde), ainsi que 12 Palmes d'Or, un Oscar du meilleur film et de nombreux Lions d'Or et Ours d'Or.

## Le cinéma de genre italien

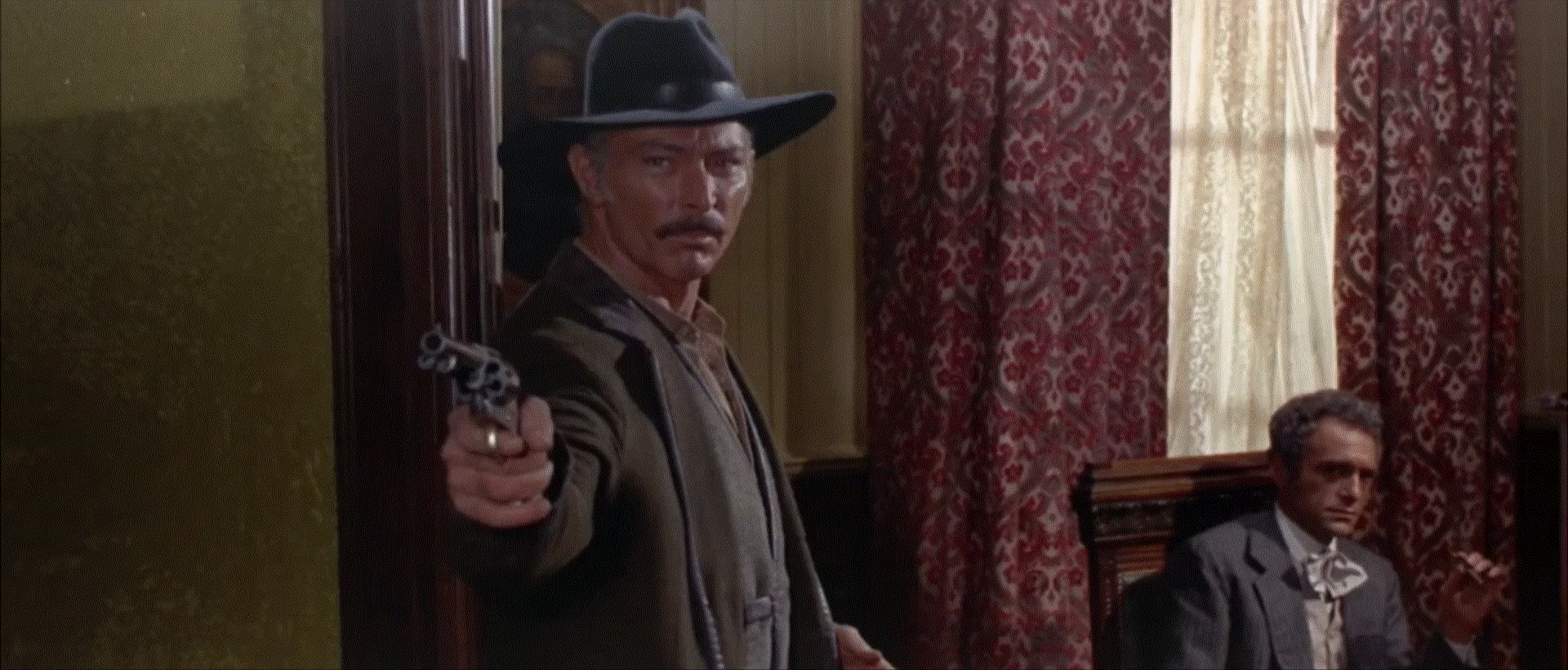
Le Dernier Jour de la colère de Tonino Valerii avec Lee Van Cleef

En Italie a toujours existé un cinéma populaire qui s'est exprimé dans des genres très divers : film policier, western, film d'horreur… Il a été particulièrement présent de la fin de la Seconde Guerre mondiale aux années 1980, avec un pic dans les années 1960 et 1970.
Boudé par la critique qui l'évacue comme un cinéma de série B, il est pourtant très original par rapport à ses équivalents hors d'Italie : à chaque fois que le cinéma italien explore un genre, il prend une coloration particulière, se différenciant des équivalents français, américains ou d'autres pays. Très apprécié du public, en Italie comme ailleurs, il a toute sa place dans l'histoire du cinéma italien.
La critique a opposé cinéma de genre et cinéma d'auteur. Pourtant, certaines réalisations de Sergio Leone, pour prendre un exemple, sont des monuments reconnus du septième art. D'autres réalisations lui donnent raison et tombent dans le cinéma d'exploitation.

### Le mélodrame
Le mélodrame est déjà en vogue en Italie aux temps du cinéma muet.

Yvonne Sanson et Amedeo Nazzari dans Fils de personne de Raffaello Matarazzo (1951)

Dans la seconde moitié des années 1940 et le début des années cinquante, à côté du néorealisme, on produit de nombreux mélodrames à grand succès populaire, appelés strappalacrime (« arrache-larmes »), qui constitue un « néoréalisme de roman-photo ». Des couples séparés par les différences sociales ou d'autres obstacles finissent par réussir à s'unir. Le maître du genre est Raffaello Matarazzo. Ses films, grands succès commerciaux, sont interprétés par Amedeo Nazzari et Yvonne Sanson, le couple emblématique du genre. On peut aussi citer Guido Brignone, Mario Bonnard, Carmine Gallone, et bien d'autres.
À la fin des années 1960, on appelle plutôt les mélodrames des lacrima-movie. Cette fois, le happy end est remplacé par une fin tragique. Des enfants victimes de parents indifférents ou en train de se séparer meurent, victimes d'un accident ou d'une longue maladie. Le chef-d'œuvre du genre est sans doute L'Incompris de Luigi Comencini. On peut aussi citer par exemple Ruggero Deodato ou Raimondo Del Balzo.
Ce tour d'horizon du mélodrame italien ne serait pas complet sans parler de la transposition au cinéma des sceneggiate napolitaines, comme Lacrime napulitane (it) de Ciro Ippolito (1981) ou Tradimento (it) de Alfonso Brescia (1982).

### Le péplum

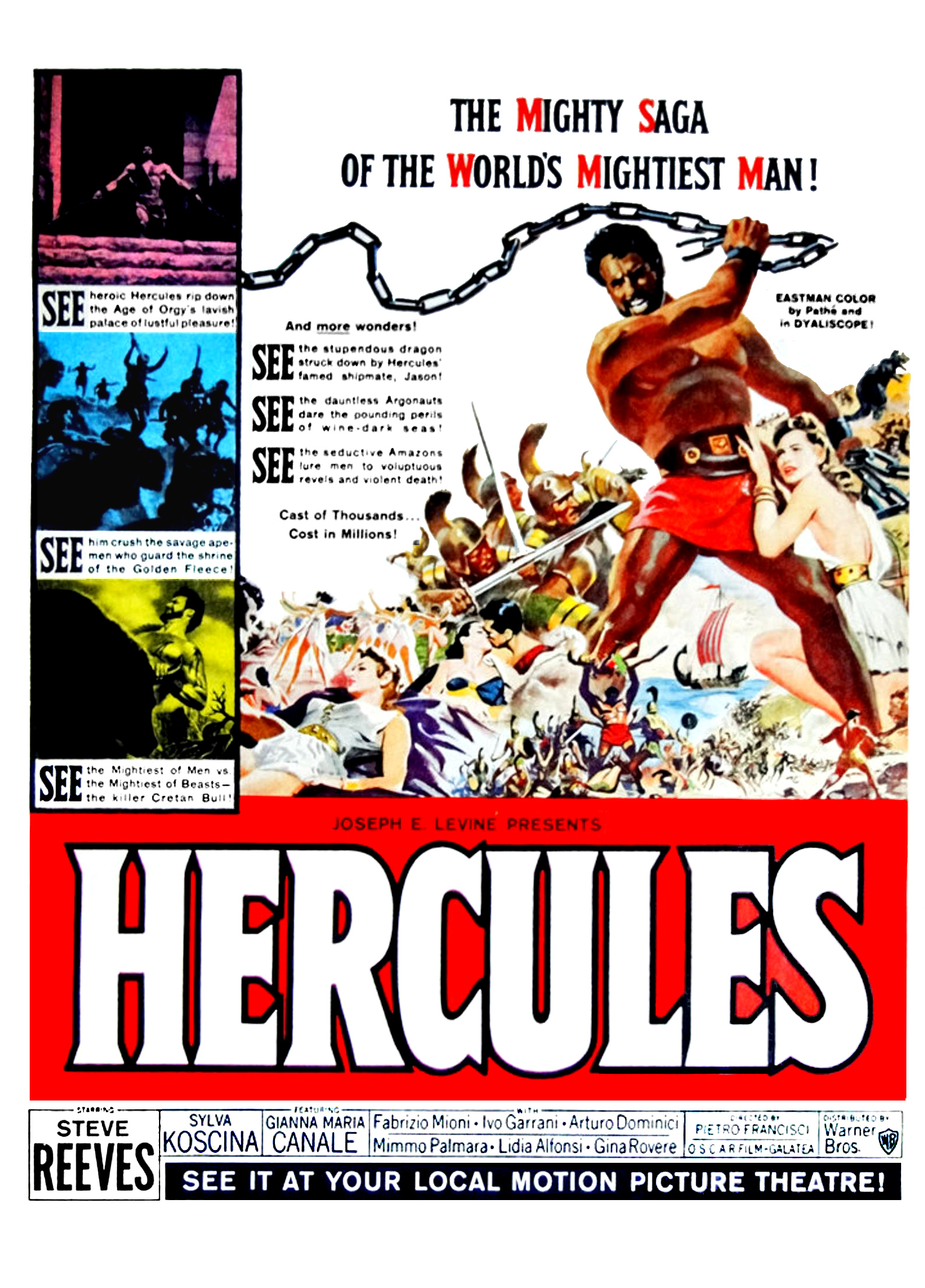
Affiche américaine pour Les Travaux d'Hercule de Pietro Francisci (1958)

Le genre du péplum tire son nom de la tunique féminine de l'antiquité grecque. Les premiers péplums remontent aux films historiques des débuts du cinéma italien : Quo vadis ? en 1912, Les Derniers Jours de Pompéi en 1913.
Quo vadis ? inaugure les kolossal, des films au budget imposant, aux nombreux acteurs et qui sont lancés commercialement. Il est suivi par le monumental Cabiria en 1914.
Dans les années 1950 et 1960, le genre revient, au travers de personnages mythologiques comme Hercule et ses travaux, Ulysse, Jason et les argonautes, Samson et Goliath ou Maciste. Ce dernier, modèle de l'homme fort, est déjà présent dans Cabiria et sera au centre de nombreux films sans rapport les uns avec les autres, au point qu'on a même osé un Maciste contre Zorro !

### Le western
Le western italien a été surnommé de façon quelque peu sarcastique « Western spaghetti ».
Quand il commence, au début des années 1960, le western, genre d'origine américaine, est déjà sur son déclin. Ce sont les Italiens qui vont lui donner une seconde jeunesse, en faisant évoluer radicalement ses codes. Le gentil héros, bien peigné après une journée à cheval, qui lutte contre les méchants Indiens ou des bandits mexicains, est remplacé par des anti-héros hirsutes, sales, violents et amoraux. L'esthétique prend une grande place, avec en particulier des angles de caméra très ouverts et des cadrages originaux. Le western spaghetti a aussi fourni quelques-unes des plus belles bandes originales du septième art composées par Ennio Morricone.
Sergio Leone a défini le genre. Parmi ses films les plus célèbres, il y a Pour une poignée de dollars en 1964, Et pour quelques dollars de plus en 1965, Le Bon, la Brute et le Truand en 1966, Il était une fois dans l'Ouest en 1968, Il était une fois la révolution en 1971.
Parmi les autres réalisateurs, il y a Duccio Tessari qui réalise Un pistolet pour Ringo en 1964, Sergio Corbucci avec Django en 1966, Sergio Sollima avec Le Dernier Face à face en 1967, Damiano Damiani avec El Chuncho en 1966 et Lucio Fulci avec Le Temps du massacre en 1966.
C'est dans des westerns mâtinés de comique que débute le duo Terence Hill et Bud Spencer, autres noms des Italiens Carlo Pedersoli et Mario Girotti. On retiendra par exemple On l'appelle Trinita de 1972 et Mon nom est Personne de 1973. Ils tourneront ensemble 18 films qui ne se cantonnent pas au domaine du western.
Enzo G. Castellari réalise le dernier grand western spaghetti, Keoma, en 1976. Les productions ultérieures, à faible budget, ne renoueront plus avec le succès.

### Le film policier
Le film policier remonte aux origines du cinéma italien, puisque Corte d'Assise (cours d'assise) de Guido Brignone a été le second film sonore italien distribué dans les salles de cinéma.

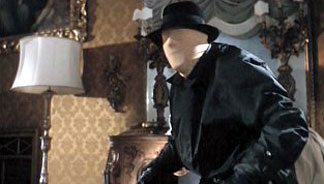
Six Femmes pour l'assassin de Mario Bava en 1964

Le terme giallo (« jaune ») est le nom utilisé en Italie pour désigner le roman policier. Il tire son origine d'une collection de romans policiers publiés par les éditions Mondadori de 1929 jusqu'aux années 1960, à la couverture jaune. Les films qui émergent de ces livres dans les années 1960 adaptent à l'origine ces romans policiers à l'écran avant de former, grâce aux techniques cinématographiques modernes, un genre cinématographie à part entière, à la frontière entre le policier, l'horreur et le fantastique.
En 1963, Mario Bava offre La Fille qui en savait trop. L'histoire, macabre et légèrement ironique, présente un personnage tordu et effrayant qui sème l'horreur et la mort dans les rues de Rome. Le film est considéré comme le premier du genre giallo, ouvrant la voie à d'autres films semblables d'autres réalisateurs, avec les caractéristiques suivantes : l'invraisemblance de la situation de départ, l'importance de la mise en scène, l'atmosphère menaçante, l'accent sur les rumeurs, le fantastique, l'utilisation des lumières, et le dernier ou l'avant-dernier mort que l'on croyait être l'assassin. En 1964, Mario Bava récidive avec Six Femmes pour l'assassin, modèle du genre, avec des éléments comme l'assassin en imperméable noir, gants et chapeau, les scènes de crime variées, élaborées et cruelles, les musiques entêtantes, et également un peu de nudité. Le genre évoluera ensuite vers le giallo érotique d'une part, et vers des crimes de plus en plus chorégraphiques et l'incursion dans la psyché de l'assassin d'autre part, dans un genre bientôt nommé thrilling. Le giallo décline finalement dans les années 1980.

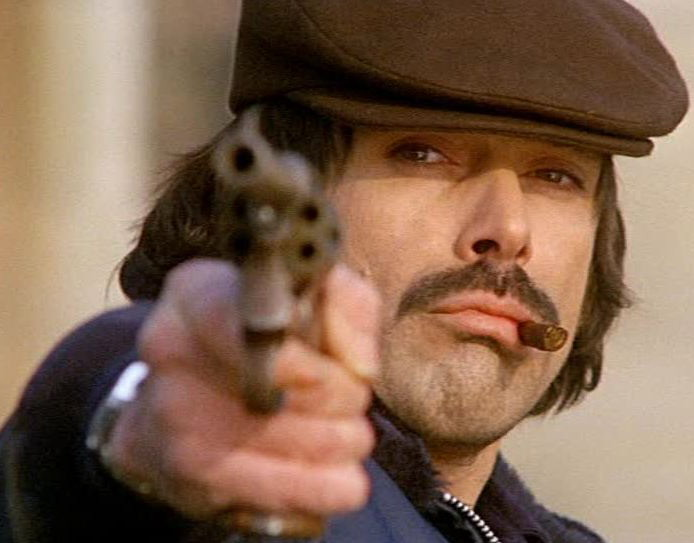
Tomás Milián dans Squadra volante de Stelvio Massi en 1974

Autre axe de développement du film policier en Italie, le poliziottesco ou poliziesco all'italiana est en vogue entre les années 1970 et le début des années 1980. Ce néo-polar italien présente des enquêtes policières qui prennent souvent comme point de départ des faits divers de l'époque, en les développant avec emphase, en ajoutant souvent une critique sociale, parfois démagogique, ou dans d'autres cas avec humour. L’action et de la violence sont exacerbées et explicites, le policier est souvent un anti-héros, avec un goût pour la violence plutôt que l'intention de faire respecter la loi.
Le genre commence probablement par un petit film de Carlo Lizzani en 1968, Bandits à Milan, avec Tomás Milián dans le rôle d’un commissaire violent et intransigeant. Il perce vraiment avec Société anonyme anti-crime de Steno et est codifié définitivement avec Le Témoin à abattre, de Enzo G. Castellari. Le genre atteint sa plénitude avec le personnage du commissaire Betti, interprété par Maurizio Merli.
La critique italienne de l’époque n’a jamais aimé le néo-polar. Accusé de fascisme, d'insensibilité à la politique, d'apologie de la justice rendue soi-même, ces films étaient éreintés en quelques lignes et accusés de proposer toujours la même histoire.

### Le film d'espionnage
Parmi les précurseurs du film d'espionnage italien, on compte le film de 1938 Lotte nell'ombra de Domenico Gambino. La casa senza tempo d'Andrea Forzano a été réalisé en 1943 comme film de propagande fasciste et doublé à nouveau et redistribué à la fin 1945, juste après la guerre, pour le réadapter à la nouvelle situation politique.
Le film d'espionnage à l'italienne s'est essentiellement développé au milieu des années 1960, à l'imitation des films de James Bond. Étant donné le nombre de coproductions européennes, le filon a également été appelé « eurospy ». L'utilisation du sigle 007 étant interdite aux producteurs, on a vu fleurir les agents 077, 070, 777, etc., en passant par 001, 008 et 009.
On peut citer le personnage sympathique de Jo Walker (à l'origine Kommisar X), porté à l'écran par Gianfranco Parolini et interprété par Tony Kendall, pseudonyme de l'italien Luciano Stella.
L'agent 3S3 figure dans les films de Sergio Sollima.
Les parodies ne manquent pas, comme les deux James Tont interprétés par Lando Buzzanca, le super-agent Flit interprété par Raimondo Vianello et les 002 Agents secrets de Franco et Ciccio.

### La science-fiction

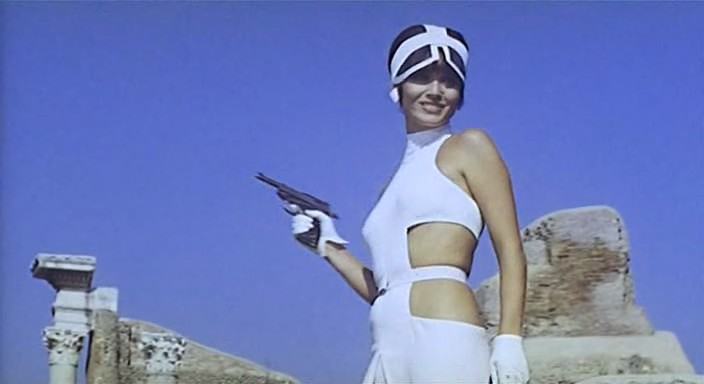
Elsa Martinelli dans La Dixième Victime

Même si ce n'est pas très connu, le cinéma italien a produit de la science-fiction, de manière plus artisanale et avec moins de moyens qu'Hollywood. La particularité de ce genre en Italie est que l'imaginaire scientifique est peu présent.
Le premier film de science-fiction italien est Totò nella luna, une comédie en noir et blanc qui reprend les éléments de la science-fiction de façon comique.
La science-fiction « à l'italienne » s'est développée à partir de la fin des années 1950 avec Paolo Heusch et Le danger vient de l'espace, précurseur du film-catastrophe, ainsi qu'avec Riccardo Freda.
Les années soixante furent les plus prolifiques. Antonio Margheriti représente ce renouveau, ses films sont réalisés avec peu de moyens mais néanmoins sont de larges succès et arrivent à s'exporter à l'étranger. Cela permet à de nombreux cinéastes de genres différents de tourner une myriade de films : Ubaldo Ragona avec Je suis une légende d'après Richard Matheson, Carlo Ausino, Pietro Francisci ou encore Mario Bava avec La planète des vampires, qui préfigurera Alien, le huitième passager. Il y a eu également des auteurs plus engagés, de cinéma d'auteur, qui s'autorisèrent des écarts par la science-fiction, tels Elio Petri avec La Dixième Victime, avec Marcello Mastroianni d'après Robert Sheckley, ou Marco Ferreri avec La Semence de l'homme. Dans les années 1960 et 1970, le filon de la science-fiction s'est mélangé avec le genre de la satire et de la critique sociale.
Dans les années 1990, on peut citer Nirvana, de Gabriele Salvatores, avec Christophe Lambert, film cyberpunk qui parle d'un personnage de jeu vidéo fatigué de mourir et de renaître perpétuellement.
Dans les années 2000, on peut citer la satire Fascisti su Marte (it), qui raconte une expédition de l'Italie de Mussolini sur la planète rouge.

### Le cinéma d'animation
Les films d'animation italiens, bien que salués par la critique et primés, ont assez peu percé hors du pays, ou, plus récemment, hors d'Europe. L'essentiel des studios d'animation (pour la télévision et le cinéma) se trouve à Rome, Milan et Turin.
La première animation du cinéma italien est un effet spécial réalisé image par image, dans le film muet Cabiria de Giovanni Pastrone en 1914. Dans les années 1930, Luigi Pensuti (it) réalise des dessins animés pour le régime fasciste dans le cadre de sa campagne contre la tuberculose. Les auteurs de dessins animés italiens les plus célèbres sont sans doute Bruno Bozzetto et Guido Manuli (it), actifs entre les années 1950 et les années 2000. Enzo D'Alò réalise en 1996 La Flèche bleue et en 1998 La Mouette et le Chat.

### Le film musical

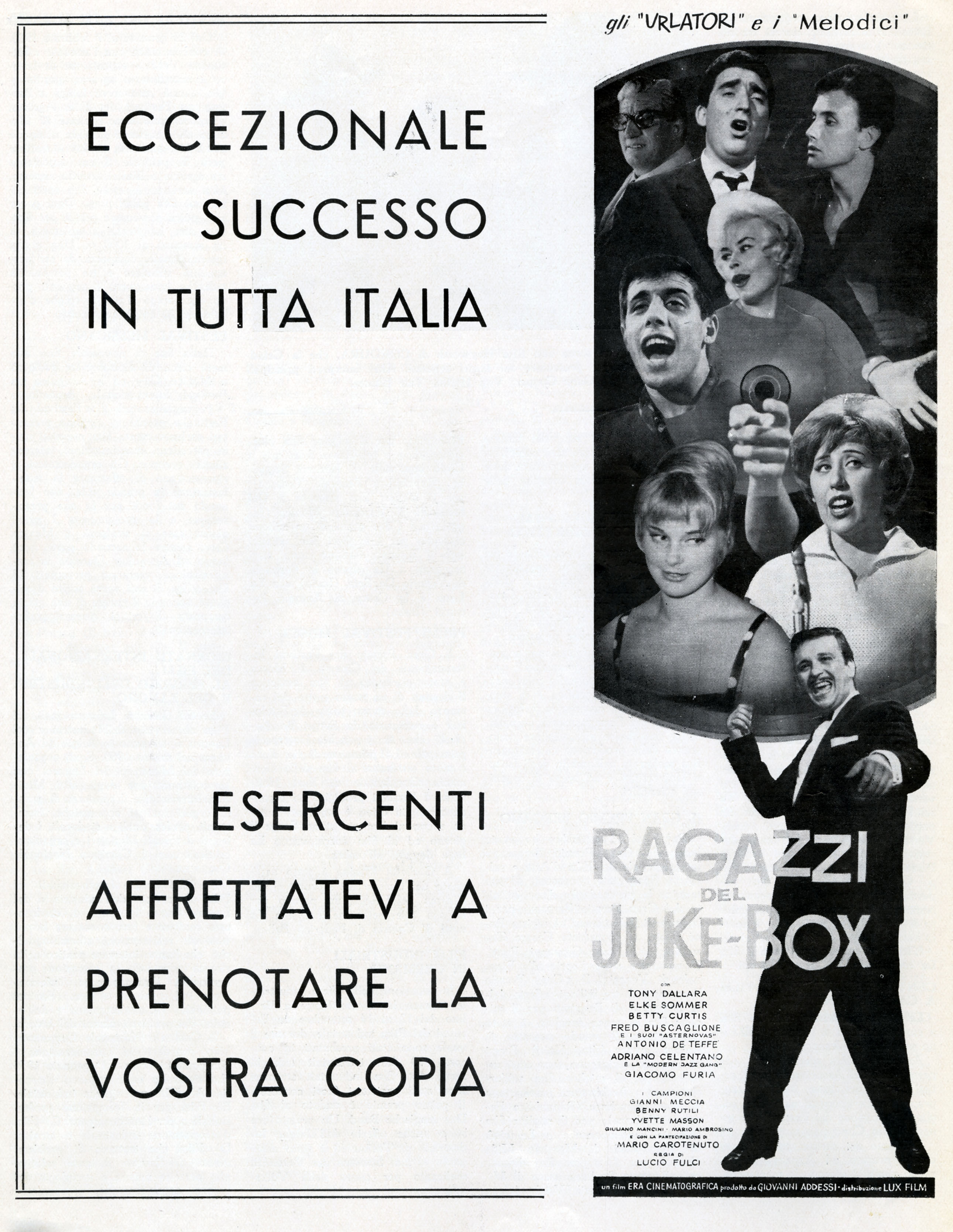
Affiche de Les Mordus du juke-box.

Les Italiens, qui sont sans doute les inventeurs, au XVIIIe siècle, du terme commedia musicale dont le genre au théâtre, est à la fois ancien et bien vivant en Italie, sont quasiment absents de la comédie musicale filmée. Le seul titre que l'on peut inscrire dans ce genre, que les Italiens désignent d'ailleurs par le terme anglais musical, est Le Carrousel fantastique d'Ettore Giannini, en 1954, avec Sophia Loren.
Le musicarello est un sous-genre apparu dans les années 1950 et qui a connu son apogée dans les années 1960. Prétexte à montrer un chanteur et son dernier disque, faisant l'apologie de la jeunesse et de la mode, ces « films à chansons » se déroulent souvent à la plage et dans une ambiance insouciante. Le premier musicarello est Les Mordus du juke-box de Lucio Fulci en 1959, avec entre autres Adriano Celentano. Parmi les nombreux titres, on peut retenir À genoux devant toi avec Gianni Morandi et Rita la zanzara avec Rita Pavone.

### Le film d'horreur

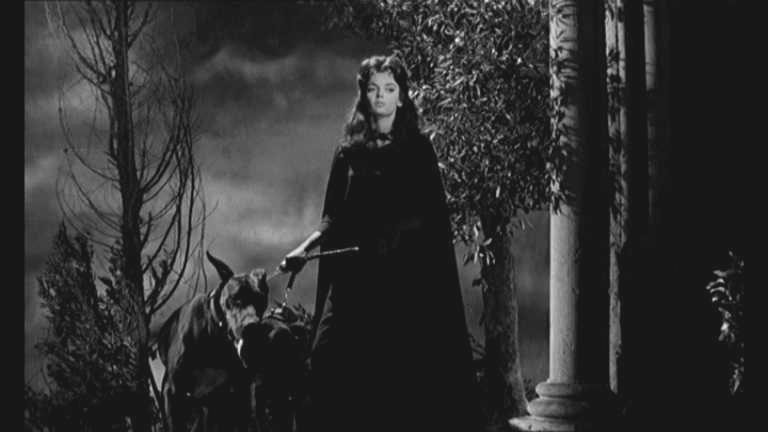
Barbara Steele dans une séquence du film Le Masque du démon.

Les deux noms fondamentaux de ce genre sont Mario Bava et Dario Argento.
Le premier, directeur de la photographie reconverti dans la mise en scène, a créé une vraie exigence de qualité pour l'horreur en Italie. Il a également été un remarquable narrateur, cultivé et raffiné. Les films que l'on peut retenir de sa filmographie sont : Le Masque du démon (1960), Le Corps et le Fouet (1962), Les Trois Visages de la peur (1965) ou encore La Baie sanglante (1971), précurseur du genre moderne slasher.
Dario Argento est alors le continuateur idéal de certaines atmosphères appartenant à Bava. Il a transformé le cinéma d'horreur italien en une forme de cinéma plus populaire, oscillant entre le thriller pur et l'horreur de nature plus fantastique, avec des films qui sont encore des modèles autant pour le point de vue formel et esthétique que pour le point de vue narratif. Tout en ayant puisé l'inspiration dans quelques films de Bava (La Fille qui en savait trop et Six Femmes pour l'assassin), Argento dans ses meilleures œuvres a réussi à se démarquer et à s'émanciper de son maître grâce à une utilisation pressante du montage en association avec des bandes-sonores qui sont restées dans les annales : sa collaboration avec le groupe musical des Goblin a été fondamentale, pendant sa période de gloire. Les films que l'on peut retenir de sa filmographie sont : L'Oiseau au plumage de cristal (1970), Le Chat à neuf queues (1971), Quatre Mouches de velours gris (1971) ou encore Suspiria (1977).
Aux alentours des années 1960, et en particulier dans la décennie suivante, sont apparus des réalisateurs qui ont réinventé plusieurs formes du cinéma d'horreur, laissant des contributions mémorables. Parmi eux, Antonio Margheriti (Danse macabre, Contronatura), Riccardo Freda (Les Vampires, considéré comme le premier film d'horreur italien), L'Effroyable Secret du docteur Hichcock), Lucio Fulci (La Longue Nuit de l'exorcisme, L'Au-delà), Pupi Avati (La Maison aux fenêtres qui rient, Zeder), Ubaldo Ragona (Je suis une légende), Francesco Barilli (Le Parfum de la dame en noir), Sergio Martino (L'Étrange Vice de madame Wardh, Torso), Ruggero Deodato, Michele Soavi, Lamberto Bava (fils de Mario Bava)…

### Le film de guerre
Le genre macaroni war ou macaroni combat, nommé ironiquement sur le modèle du western spaghetti, est né dans les années 1960 et s'est développé jusqu'aux années 1980. Ces films d'action se déroulent la plupart du temps pendant la seconde Guerre mondiale, la Guerre du Vietnam ou la Guerre froide.
Parmi les films les plus connus, il y a Une poignée de salopards d'Enzo G. Castellari, une coproduction italo-américaine tournée en 1977, et dont Quentin Tarantino dit s'être inspiré pour son Inglourious Basterds. Antonio Margheriti, Gianfranco Parolini, Claudio Fragasso et Umberto Lenzi ont également contribué au genre.

### Le film choc
Le mondo prend le prétexte du film documentaire pour montrer des images crues, dont le montage et le choix des images mettent en avant un aspect racoleur ou choquant du thème, en privilégiant par exemple l'exotisme, le sexe et la violence.
Les instigateurs du genre furent Paolo Cavara, Gualtiero Jacopetti et Franco Prosperi avec leur film Mondo cane, présenté au Festival de Cannes 1962. Certains réalisateurs de plus grande renommée, tels que John Waters (Mondo Trasho) et Russ Meyer (Mondo Topless (en)) réalisèrent des mondo.

### Érotisme et pornographie

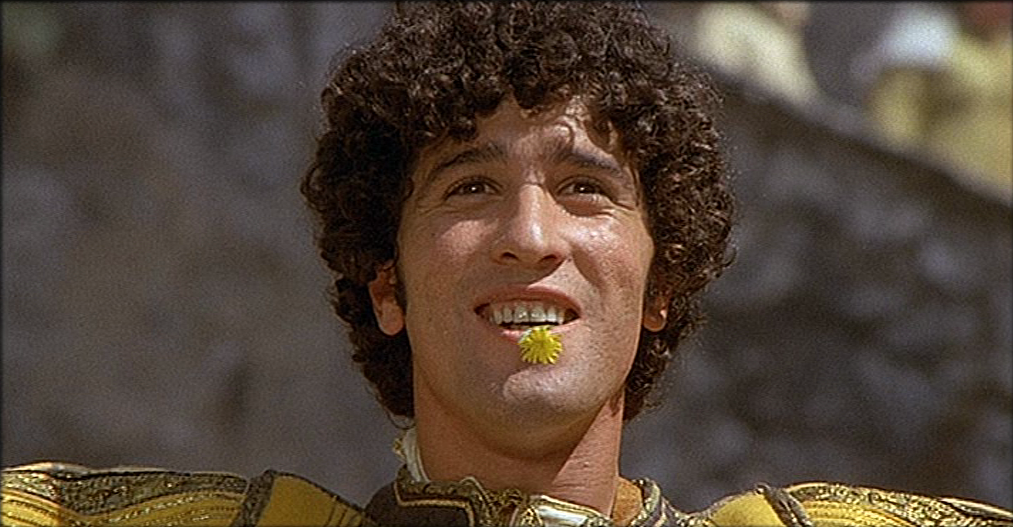
Ninetto Davoli dans le Décaméron de Pasolini

On considère généralement que la première actrice montrant ses seins nus dans le cinéma italien est Vittoria Carpi dans le film La Couronne de fer d'Alessandro Blasetti (1940). Néanmoins, le sein de Francesca est déjà découvert dans L'Inferno de Helios Film (it) en 1911.
À partir des années 1960 et jusque dans les années 1980, la « commedia erotica familiare (it) » (comédie érotique familiale) décrit les relations érotiques au sein d'une même famille bourgeoise. Le premier film du genre est Merci ma tante de Salvatore Samperi, sorti en 1968.
Le mot-valise « decamerotico », formé à partir de Décaméron (ouvrage de Boccace) et de erotico (érotique), désigne un type de films historiques en costumes produit dans les années 1970. Dans ces films, la vie quotidienne et la sensualité prennent le pas sur les évènements historiques. Le genre est initié par Pier Paolo Pasolini avec sa « trilogie de la vie » de grande qualité esthétique : Le Décaméron, Les Contes de Canterbury et Les Mille et Une Nuits, qu'il reniera ensuite. De nombreux réalisateurs se sont essayés au genre, avec plus de 30 films pour la seule année 1972, par exemple.

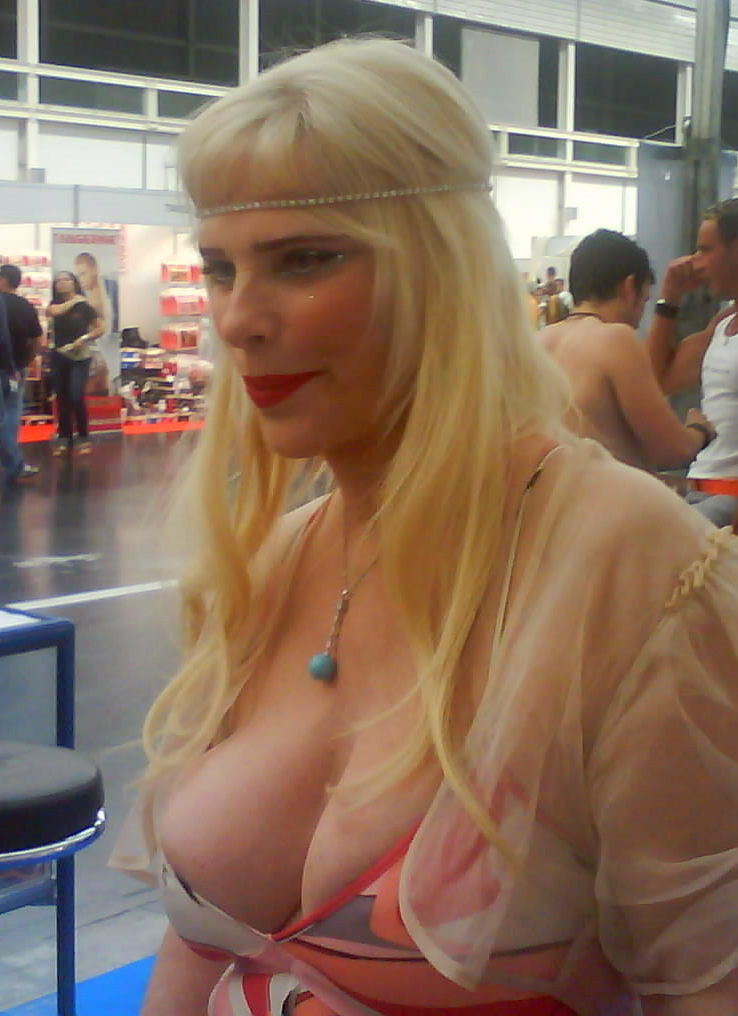
La Cicciolina

Toujours dans les années 1970, la « comédie érotique à l'italienne » se situe au carrefour entre la comédie humoristique paillarde et le film érotique. Le scénario de la comédie érotique à l'italienne suit une trame simple plus ou moins standardisée : un protagoniste masculin, généralement maladroit et idiot (souvent incarné par des acteurs comme Alvaro Vitali, Lino Banfi ou Renzo Montagnani) tente d'attirer l'attention et d'obtenir les faveurs de l'héroïne, qui est invariablement une femme à moitié dénudée (Edwige Fenech, Serena Grandi, Carmen Russo, Laura Antonelli, etc.). L'action se situe souvent dans une caserne, ou met en scène une policière ou une institutrice. C'est un genre où se développe le personnage de « Pierino », dont un équivalent français serait le personnage de Toto.
Encore dans les années 1970, la série des Black Emanuelle avec Laura Gemser récupère une partie du succès de la série érotique des Emmanuelle. Tinto Brass dirige dans les années 1970 et 1980 des grandes productions, des films comiques, dramatiques ou historiques, mais toujours avec un fond érotique marqué, quand il ne s'agit pas de films érotiques proprement dits.
La pornographie italienne et internationale a fait connaître mondialement l'acteur Rocco Siffredi (présent dans plus de 600 films) et l'actrice Ilona Staller, alias Cicciolina, également députée au parlement italien pour le Parti radical. Parmi les réalisateurs, on peut citer Alberto Ferro, alias Lasse Braun, ainsi que Joe D'Amato.

## Le cinéma italien de nos jours
S'il est encore trop tôt pour avoir une vue d'ensemble sur l'évolution générale du cinéma italien après les années 1990, il est déjà possible de donner quelques noms qui ont percé.

### Les réalisateurs

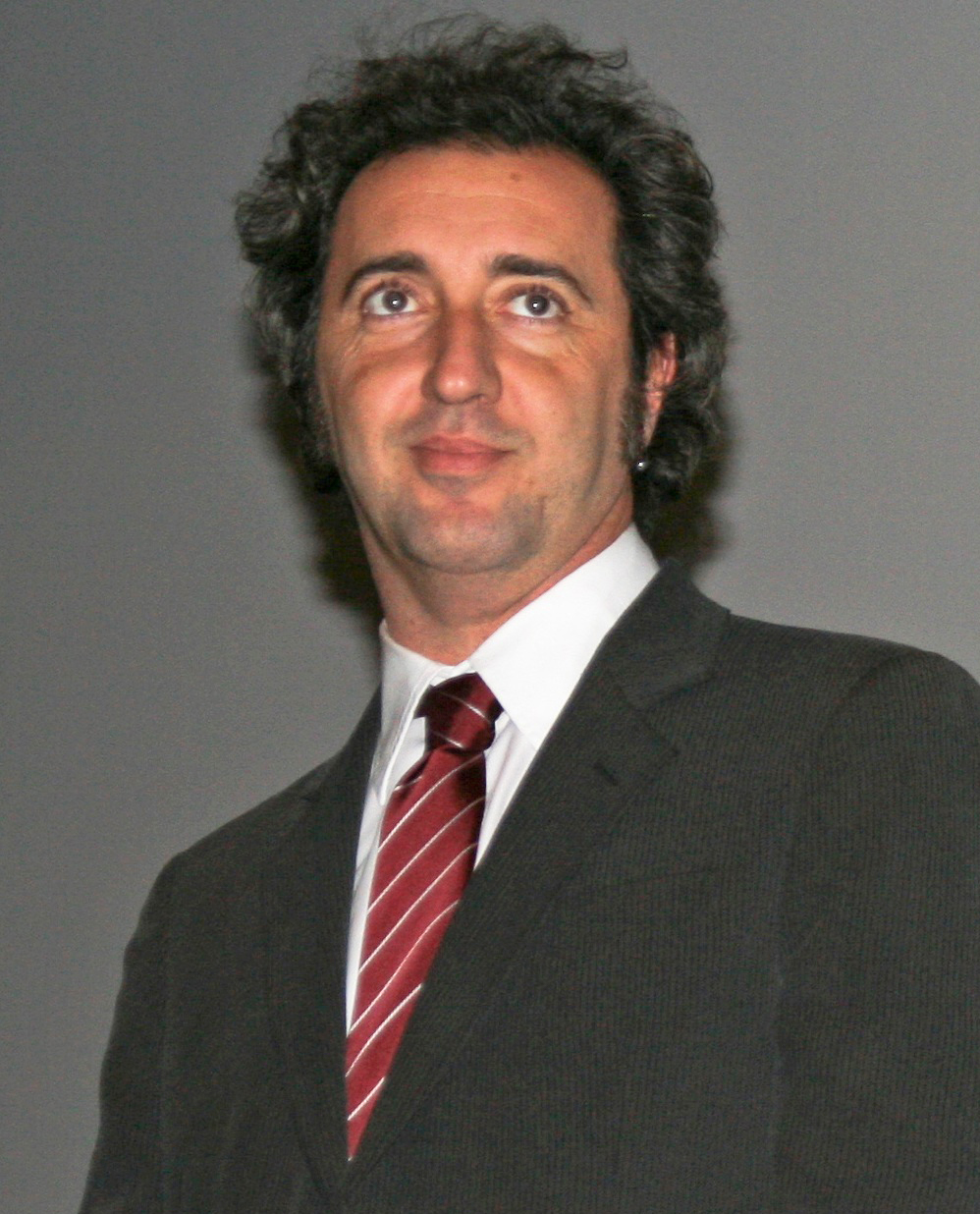
Paolo Sorrentino en 2008.

Parmi les réalisateurs découverts dans les années 2000 et 2010, on compte :
- Silvio Soldini : Pain, Tulipes et Comédie est une comédie tout en finesse sortie en 2000.
- Gabriele Muccino : Juste un baiser, sorti en 2001, raconte les difficultés de la vie de couple. Il remporte cinq prix David di Donatello et a fait l'objet d'un remake aux États-Unis.
- Marco Tullio Giordana : Nos meilleures années est un film-fleuve de 2003 qui raconte l'évolution de deux frères au travers de plusieurs décennies. Romanzo di una strage en 2012 traite de l'attentat de la piazza Fontana à Milan.
- Ferzan Özpetek est un réalisateur turco-italien qui s'est fait connaître auprès du grand public par ses films à thème homosexuel, et en particulier La Fenêtre d'en face sorti en 2003.
- Emanuele Crialese : Golden Door, sorti en 2006, raconte l'histoire d'une famille sicilienne du début du XXe siècle qui vend tout pour émigrer aux États-Unis.
- Andrea Molaioli : en 2008, le film policier La Fille du lac remporte dix prix David di Donatello.
- Matteo Garrone connaît le succès avec Gomorra de 2008, un film sur le crime organisé à Naples qui obtient le Grand Prix du jury à Cannes.
- Mario Martone : Frères d'Italie de 2010 est un film historique qui raconte l'histoire de trois garçons qui suivent le mouvement républicain de Giuseppe Mazzini à l'époque du Risorgimento.
- Giorgio Diritti : L'Homme qui viendra de 2010 est un drame historique se déroulant pendant la seconde Guerre mondiale.
- Paolo Sorrentino : si ce réalisateur est reconnu pour de nombreux films, c'est son film La grande bellezza de 2013 qui remporte un immense succès et est récompensé par l'Oscar du meilleur film en langue étrangère. Ce film fait écho à La dolce vita de Fellini en décrivant la vie oisive d'un mondain.
- Gianfranco Rosi : il a réalisé l'exploit d'obtenir un Lion d'or à Venise en 2013 pour un documentaire sur le périphérique de Rome, Sacro GRA.
- Fabio Grassadonia et Antonio Piazza : le tandem à la ville comme au travail a décroché le Grand Prix de la Semaine de la critique 2013 à Cannes avec son premier long métrage Salvo. Un thriller sicilien fascinant et prometteur.

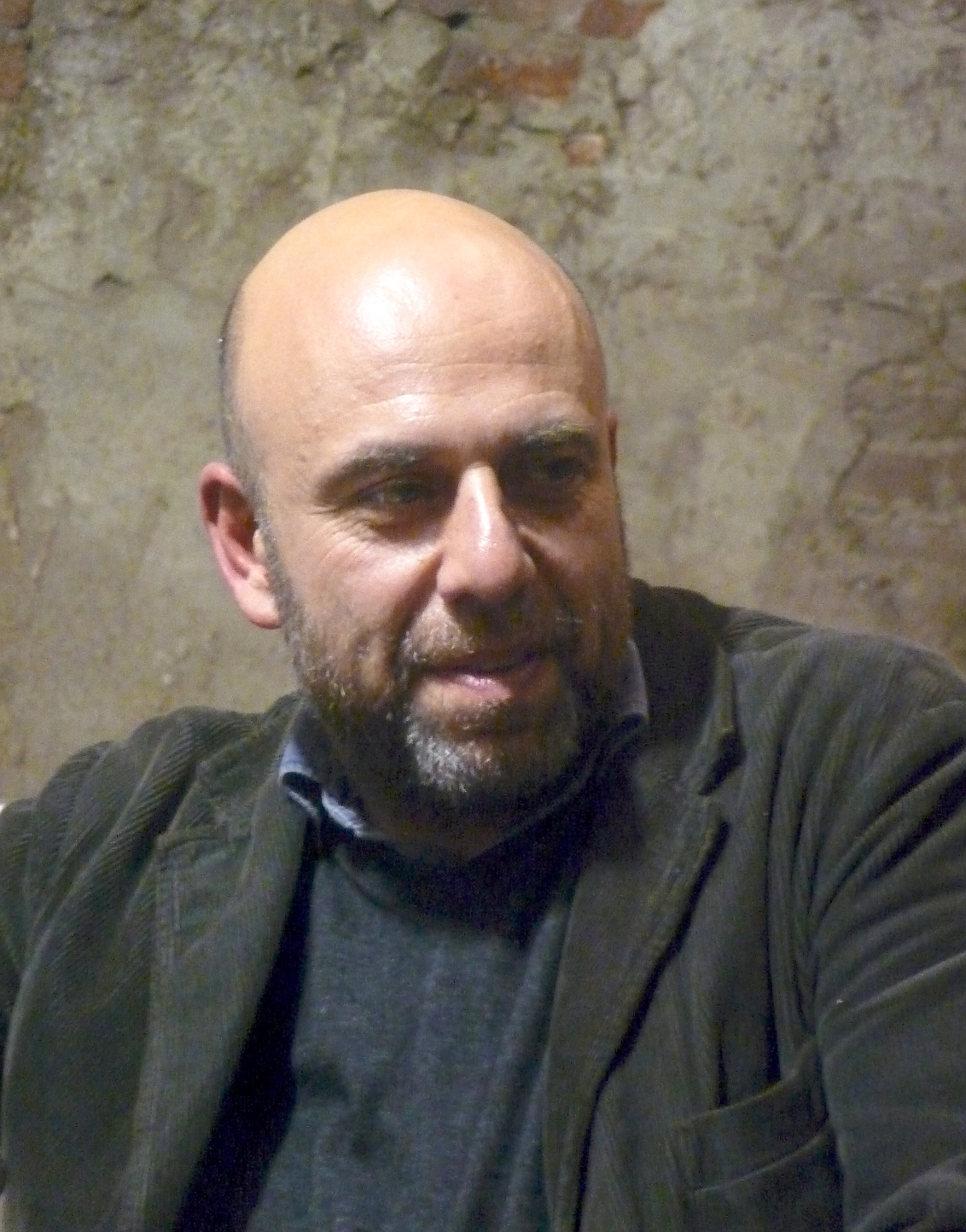
Paolo Virzì en 2008.

Le renouveau initié dans les années 1990 semble même redonner des ailes aux anciens :
- Nanni Moretti obtient la Palme d'or à Cannes en 2000 avec La Chambre du fils, un drame autour de la perte d'un enfant. Il ne faut pas oublier non plus Le Caïman en 2006 ni Habemus Papam en 2011.
- Ermanno Olmi : Le Métier des armes est un film historique sorti en 2001 dont l'action se déroule pendant les Guerres d'Italie du XVIe siècle.
- Marco Bellocchio : dans Le Sourire de ma mère de 2002, un athée convaincu entreprend une démarche incongrue pour faire canoniser sa mère.
- Gabriele Salvatores : L'Été où j'ai grandi de 2003 raconte la découverte d'un crime par un garçon de dix ans pendant les années de plomb.
- Gianni Amelio : Les Clefs de la maison, sorti en 2004, est un film intimiste sur le handicap.
- Michele Placido : Romanzo criminale, sorti en 2005, est un film de gangsters qui se déroule dans l'atmosphère des années de plomb italiennes.
- Giuseppe Tornatore : L'Inconnue en 2006 parle de la prostitution des filles de l'Est. On peut aussi citer The Best Offer sorti en 2013.
- Les frères Taviani : César doit mourir en 2012 raconte la création d'une pièce de théâtre en milieu carcéral.
- Paolo Virzì : Les Opportunistes de 2014 plonge dans le monde de l'argent et des bonnes consciences.

A noter aussi 
- Franco Maresco (1958-),
- Leonardo Di Costanzo (1958-),
- Rocco Papaleo (1958-),
- Leonardo Di Costanzo (1958-),
- Roberto Andò (1959-),
- Giorgio Diritti (1959-), Je voulais me cacher (2020),
- Daniele Luchetti (1960-), Les Liens qui nous unissent (2020),
- Francesco Bruni (1961-), Scialla! (2011),
- Daniele Ciprì (1962-), Totò qui vécut deux fois (1998),
- Ivano De Matteo (1966-), La bella gente (2011), La vita possibile (2016),
- Daniele Vicari (1967-), Diaz : un crime d'État (2012),
- Michelangelo Frammartino (1968-), Le quattro volte (2010), Il buco (2021),
- Saverio Costanzo (1975-), In memoria di me (2007), La Solitude des nombres premiers (2010), Hungry Hearts (2014),
- Pietro Marcello (1976-), Bella e perduta (2015), Martin Eden (2019), L'Envol (2022)
- Andrea Segre (1976-), La Petite Venise (2021),
- Alice Rohrwacher (1980-), Les Merveilles (2014), Heureux comme Lazzaro (2018), La Chimère (2023),
- Jonas Carpignano (1984-), Mediterranea (2015), A Ciambra (2017), A Chiara (2021),
- Laura Samani (it) (1989-), Piccolo corpo (2021)

### Les acteurs et les actrices

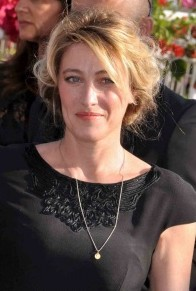
Valeria Bruni Tedeschi à Cannes en 2010.

Au générique des films sortis au début de XXIe siècle, on remarque les acteurs :
- Luigi Lo Cascio
- Toni Servillo
- Alessandro Gassmann
- Sergio Castellitto
- Silvio Orlando
- Elio Germano
- Pierfrancesco Favino
- Stefano Accorsi
- Riccardo Scamarcio
- Valerio Mastandrea
- Claudio Santamaria
- Filippo Timi
- Fabrizio Gifuni
- Luca Marinelli

ainsi que les actrices :
- Valeria Bruni Tedeschi
- Valeria Golino
- Laura Morante
- Giovanna Mezzogiorno
- Barbora Bobulova
- Margherita Buy
- Monica Bellucci
- Sabrina Ferilli
- Elena Sofia Ricci
- Paola Cortellesi
- Claudia Gerini
- Giulia Michelini
- Sabrina Impacciatore
- Stefania Sandrelli
- Micaela Ramazzotti
- Jasmine Trinca
- Alba Rohrwacher
- Sara Serraiocco

## Festivals et récompenses

### Festivals
- Mostra de Venise
- Festival du film de Turin
- Festival du film de Trieste
- Festival du film de Taormine
- Festival international du film de Rome
- Festival du film italien d'Annecy
- Festival du film italien de Villerupt

### Récompenses
- Ruban d'argent du Syndicat national des journalistes cinématographiques italiens
- David di Donatello d l'Accademia del cinema italiano
- Ciak
- Grolla d'oro (1953-1980)
- Globes d'or (1960-)

### Institutions
- Cineteca Italiana (1947)
- Cinémathèque nationale italienne (1949), Cinémathèque de Bologne (1963), Musée national du cinéma (1953), Museo del Precinema (1998)

### Sources de traduction
- (en) Cet article est partiellement ou en totalité issu de l’article de Wikipédia en anglais intitulé « Cinema of Italy » (voir la liste des auteurs).

- (it) Cet article est partiellement ou en totalité issu de l’article de Wikipédia en italien intitulé « Cinema italiano » (voir la liste des auteurs).

- (it) Cet article est partiellement ou en totalité issu de l’article de Wikipédia en italien intitulé « Cinema italiano di spionaggio » (voir la liste des auteurs).

#### Listes par catégories
- Réalisateurs, scénaristes (h), (f), monteurs, producteurs, directeurs de la photographie, compositeurs, chefs décorateurs, acteurs, actrices
- Critiques, festivals, récompenses, studios, sociétés de production